# Bradley, Illinois
Bradley är en ort (village) i Kankakee County, i delstaten Illinois, USA. Enligt United States Census Bureau har orten en folkmängd på 15 932 invånare (2011) och en landarea på 18,8 km².